# Волошин, Анатолий Борисович
Волошин Анатолий Борисович (род. 13 июня 1946) — бывший городской голова города Черкассы.

## Биография
Анатолий Борисович родился 13 июня 1946 года в селе Новополь Черняховского района Житомирской области в семье учителей. После окончания средней школы с 1965 по 1968 годы служил в рядах Советской армии. Работал на Черкасском заводе химреактивов, с 1974 года работал на ЗАО «Юрия» на различных должностях. Начал работу слесарем, затем художником-оформителем. 1990 года избран председателем профкома предприятия, с 1992 года — председателем совета арендаторов, с 1994 года — председателем правления коллективного предприятия «Юрия». 1995 года стал его генеральным директором. За время работы наладил тесные деловые и личные связи с главами коллективных сельскохозяйственных предприятий. Одним из первых ЗАО «Юрия» организовала сбор молока напрямую от частных поставщиков.
В 1999 году получил высшее образование в Черкасском институте управления и бизнеса по специальности «экономист-маркетолог». В течение 5 лет прошел обучение по маркетингу и сбыту, менеджменту, бухгалтерскому учету и финансовому планированию на семинарах, организованных ведущими западно-европейскими и американскими фирмами, в частности «Western NIS Enterprice Fund» (США) и «САІВ» (Австрия). Сейчас возглавляет областную организацию «Фонд культуры».

## Политическая деятельность
Дважды избирался депутатом Черкасского городского совета. С марта 1998 года — депутат Черкасского областного совета от Новой экономической партии, возглавлял аграрную комиссию. На время выборов — член Демократической партии Украины. 2001 года был избран председателем правления Черкасского областного фонда культуры. В 2002—2006 годах занимал должность городского головы.